# Vehkasaari, Salo
Vehkasaari är en ö i Finland. Den ligger i sjön Hirsijärvi och i kommunen Salo i den ekonomiska regionen  Salo och landskapet Egentliga Finland, i den södra delen av landet, 90 km väster om huvudstaden Helsingfors. Öns area är 4,9 hektar och dess största längd är 390 meter i nord-sydlig riktning.